# Inserire il lato A nell'incastro B
Inserire il lato A nell'incastro B (Insert Knob A in Hole B) è un racconto di fantascienza umoristica di Isaac Asimov pubblicato per la prima volta nel 1957 nel numero di dicembre della rivista Magazine of Fantasy and Science Fiction.
Successivamente è stato incluso nell'antologia Antologia personale (Nightfall and Other Stories) del 1969.
È stato pubblicato per la prima volta in italiano dal 1971 col titolo Inserire la base A nell'incastro B.
Il racconto è molto breve, 350 parole in tutto, e nacque durante una trasmissione televisiva andata in onda il 21 agosto 1957. Durante la discussione Asimov fu sfidato a scrivere una storia prima del termine della trasmissione. Egli accettò, anche se confessò in seguito di aver avuto già qualche idea pronta, avendo subodorato che gli avrebbero potuto fare una richiesta simile..

## Trama
Due uomini su di una remota stazione spaziale, sprecano molto tempo nelle operazioni di montaggio dei macchinari che ricevono smontati dalla Terra. Il problema è che le istruzioni di montaggio sono spesso vaghe e confuse, e sono quindi in trepida attesa dell'arrivo di un complesso e sofisticato robot assemblatore che svolgerà il lavoro per loro.